# اسماعیل قصری
شیخ اسماعیل قصری از عرفا، صوفیان بزرگ قرن ششم است. او از بزرگان طریقت علویه کمیلیه است. وی زاده اصفهان است. دو آرامگاه منسوب به اوست؛ یک آرامگاه قدیمی در شوشتر که در کنار مسجد و خانقاه و مدرسه شیخ اسماعیل قصری واقع است و یک آرامگاه در دزفول که بنا به ادعای فردی در سال ۱۳۵۵ کشف شده و ساختمان آرامگاه در دهه ۷۰ خورشیدی بنا شده است.

## استادان و شاگردها
اسماعیل قصری از شیخ محمد بن مانکیل خرقه پوشیده است. پس از شیخ اسماعیل قصری نیز نجم‌الدین کبری از او خرقه گرفته است. شیخ ابوالقاسم (شاه ابوالقاسم) نیز یکی از مریدان اسماعیل قصری بوده است. فتحعلیخان حاکم شوشتر  در دوره صفوی، برای گرامیداشت شاه‌ابوالقاسم (مرید شیخ اسماعیل قصری)، آرامگاه شاه ابوالقاسم را در روستای شاه‌آباد دزفول بنا کرد.

## مدرسه علمیه شیخ اسماعیل قصری
مدرسه علمیه شیخ اسماعیل قصری، یکی از مدارس علمیه مشهور شوشتر بوده است. این مدرسه علمیه در سال ۷۶۵ هجری قمری به همراه مسجد و خانقاه شیخ اسماعیل قصری توسط محمد بن اسماعیل قصری در محله جُهنیه شوشتر ساخته شده است. در کنار محل مسجد و خانقاه، مقبره شیخ اسماعیل قصری قرار دارد.